# Unia celna

Unie celne współcześnie na świecie

Unia celna – porozumienie handlowe, w ramach którego kraje członkowskie znoszą cła i inne taryfy w obrotach handlowych oraz ustalają wspólną zewnętrzną politykę handlową.
Niższym stadium integracji jest strefa wolnego handlu, w której nie obowiązuje wspólna polityka wobec państw trzecich. Wyższym stadium jest wspólny rynek, a więc dodatkowo swobodny przepływ czynników produkcji.
Krótkookresowymi efektami utworzenia unii celnej są efekt kreacji handlu oraz efekt przesunięcia handlu. W dłuższym okresie można zaobserwować zmianę skali produkcji, związaną z powiększeniem się rynku. Są to tak zwane korzyści ze skali produkcji. Innym skutkiem jest wzrost konkurencji, który wymaga wzrostu efektywności gospodarowania przedsiębiorstw. W nowo zaistniałej sytuacji przedsiębiorstwa muszą podejmować odpowiednie kroki, aby stać się konkurencyjnymi w porównaniu z zagranicznymi przedsiębiorstwami.
Przykładami unii celnej są:
- Niemiecki Związek Celny, powołany w 1834 przez państwa niemieckie,
- unia celna krajów Beneluksu, powołana w 1948,
- Europejska Wspólnota Gospodarcza, utworzona w 1957, jako unia celna działała od 1968, w 1992 przekształcona w Unię Europejską; do wspólnego obszaru celnego w latach 1991-2001 dopuszczono trzy nienależące do EWG/WE/UE państwa: Andorę, San Marino i Turcję.